# Edward Bellamy

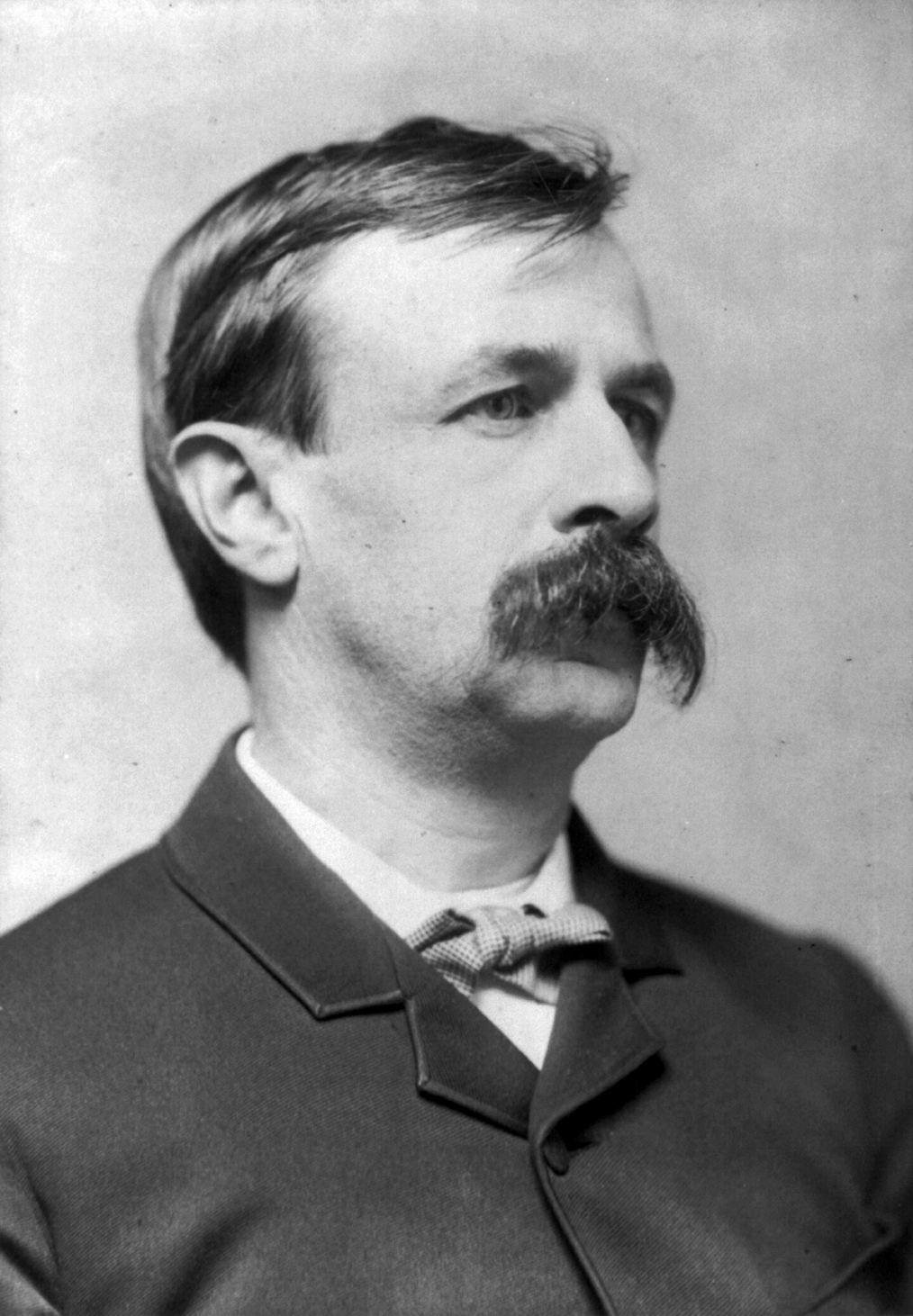
Edward Bellamy

Edward Bellamy, född den 26 mars 1850 i Chicopee Falls, Massachusetts, död där den 22 maj 1898, var en amerikansk författare och socialist. 

## Biografi
Bellamy är mest känd för sin utopiska roman Looking Backward: 2000-1887 (1888), i vilken kooperativa och kommunistiska idéer och inrättningar utpekas som botemedel mot tidens sociala onda. Bellamy väckte stor uppmärksamhet i Amerika och Europa, där den översattes till flera språk. En svensk översättning av Gustaf Steffen En återblick utgavs 1889. Ett särskilt parti "Nationalpartiet", bildades för att verka för Bellamys idéer, som han utvecklade vidare i Equality (1897).